# Belauntza
Belauntza è un comune spagnolo di 285 abitanti situato nella comunità autonoma dei Paesi Baschi.